# Krudt og klunker
Krudt og klunker är en dansk komedifilm från 1958 i regi av Annelise Hovmand.

## Rollista i urval
- Gunnar Lauring - professor Edward Jacobsen
- Vera Gebuhr - fru Wilhelmine Jacobsen
- Sigrid Horne-Rasmussen - faster Ragnhild Jacobsen
- Johannes Meyer - professor Ferdinand Schrøder
- Vivi Bak - Therese Schrøder
- Jørgen Reenberg - Hans
- Kjeld Petersen - ormtjusare Hermansen
- Dirch Passer - fotograf
- Svend Bille - apotekare Madsen
- Mogens Brandt - värden
- Jørgen Ryg - pianisten
- Lili Heglund - amman